# Mormon Tabernacle Choir

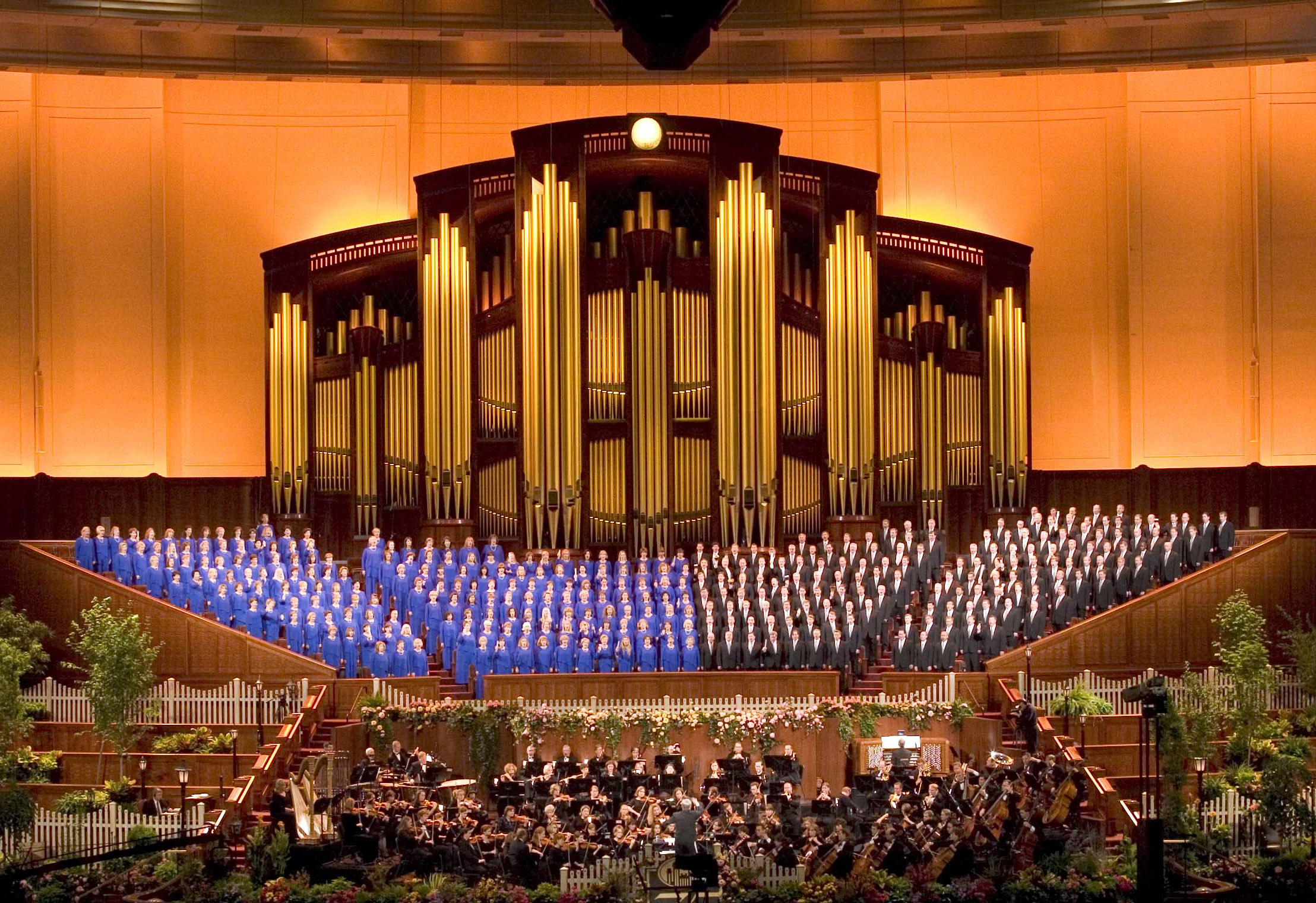
Kören vid en konsert i Salt Lake Citys konferenscenter 2009.

The Tabernacle Choir at Temple Square (tidigare Mormon Tabernacle Choir) är en kör i Salt Lake City i USA med 360 sångare som är känd för sina tolkningar av amerikanska patriotiska och militära sånger, religiösa sånger och julsånger. Kören är döpt efter Tabernaklet i Salt Lake City där de har hållit till i över 100 år.
Kören är knuten till Jesu Kristi Kyrka av Sista Dagars Heliga och samtliga körmedlemmar är medlemmar i kyrkan. Körens sångare är oavlönade. Minimiåldern för medlemmar var tidigare 30 år men är numera 25 och medlemmar måste bo inom 10,6 mil (100 miles) från Tempeltorget i Salt Lake City. För att nya sångare ska få möjlighet att vara med får man vara medlem i kören som längst under 20 års tid eller tills man fyller 60.
Kören grundades 1847 och medverkar sedan 1929 varje vecka i radioprogrammet Music and the Spoken Word, som är det rikstäckande radioprogram i världen som sänts kontinuerligt under längst tid. Kören har medverkat vid fem presidentinstallationer, öppnandet av Olympiska vinterspelen 2002, och mottagit priser som National Medal of Arts och Grammy Award.
Den 5 oktober 2018 bytte kören officiellt namn till "The Tabernacle Choir at Temple Square."

## Historik
Tabernaklet byggdes färdig år 1867 och kören höll sin första konsert där 4 juli 1873.
Kören började ganska liten och lite oerfaren.  År 1869 blev George Careless anställd som körens ledare och kören började utveckla sig musikaliskt.  Med Careless som ledare organiserades den första stora kören genom att lägga till små körgrupper till Salt Lake-kören. Denna större kör, med drygt 300 medlemmar, sjöng 1873 vid kyrkans generalkonferens. Det var då kören började fylla tabernaklet. Den 1 september 1910 sjöng kören sången "Let the Mountains shout for Joy", som sin första inspelning. 300 av de 600 medlemmarna var med på inspelningen.
Sedan 15 juli 1929 har kören varje vecka medverkat i radioprogrammet Music and the Spoken Word, som är det rikstäckande radioprogram i världen som sänts kontinuerligt under längst tid.

## Milstolpar
Sedan sin start har kören uppträtt och spelat in inte bara i USA (där president Ronald Reagan kallade dem "America's Choir") utan också världen runt. Några milstolpar:
- Besökt 28 länder utanför USA.
- Uppträtt på 13 World's Fairs och Expositions.
- Nått över 100 miljoner visningar på sin YouTube-kanal (1 oktober 2017).[7]

Kören har uppträtt för tio amerikanska presidenter, med start av William Howard Taft. Kören har också uppträtt på installationen för de amerikanska presidenterna Lyndon B. Johnson (1965), Richard M. Nixon (1969), Ronald Reagan (1981), George Bush (1989), George W. Bush (2001), och Donald Trump (2017).
Andra anmärkningsvärda händelser:
- Framträtt över 20 gånger under Olympiska vinterspelen 2002 i Salt Lake City, bland annat vid den inledande ceremonin, där de sjöng amerikanska nationalsången och den olympiska hymnen under ledning av John Williams.